# Изчезнала (сериал)
Изчезнала (на испански: Desaparecida) е мексикански трилър драматичен сериал, създаден от Себастиан Арау и продуциран от Джошуа Минц за ТВ Ацтека през 2020 г.
В главните роли са Андреа Ноли, Маурисио Ислас и Диего Солдано.

## Сюжет
В деня на сватбата им, докато семейството и приятелите им идват отвсякъде, за да празнуват, Оливия Самора, четиридесетгодишна жена, изчезва при мистериозни обстоятелства. Това, което първоначално изглежда като морски инцидент, скоро придобива по-смъртоносен аспект. Докато нейният син Франсиско разследва, той започва да открива тайни от живота на майка си, за които никога не е подозирал.

## Актьори
- Андреа Ноли
- Маурисио Ислас
- Диего Солдано

## Излъчване
Първоначално сериалът трябва да бъде излъчен в Мексико по Ацтека Тресе, но то се отменя. През 2020 г. е достъпен в стрийминг платформата MyTF1 във Франция, която пуска епизодите от 17 януари 2020 г. до 24 януари 2020 г., завършвайки с общо 80 епизода. В Латинска Америка се предлага чрез платформата Prime Video, която пуска само 79 епизода от 22 януари 2020 г. до 12 май 2020 г. По-късно е излъчен в Мексико по платения канал Мундо, част от портфолиото на ТВ Ацтека Интернасионал, на 5 октомври 2020 г.